# Шутенко Сергій Олександрович
Сергій Олекандрович Шутенко (15 грудня 1968, Київ) — український дипломат. Надзвичайний і Повноважний Посол України в Греції (2018—2023).

## Життєпис
Народився 15 грудня 1968 року в Києві. У 1993 році закінчив Київський інженерно-будівельний інститут, у 1996 Школу молодих дипломатів МЗС Німеччини та Академію післядипломної освіти ВМС США (1999).
У 1995—1999 рр. — Аташе, третій секретар Управління контролю над озброєннями та роззброєння Міністерства закордонних справ України;
У 2000—2004 рр. — Другий, перший секретар Місії України при НАТО; Секретар Наглядової ради Дипломатичної академії України.
У 2004—2005 рр. — Заступник директора, Директор Департаменту секретаріату Міністра закордонних справ України;
У 2005—2006 рр. — Заступник директора Департаменту контролю над озброєннями та військово-технічного співробітництва Міністерства закордонних справ України;
У 2006—2010 рр. — Генеральний консул України в Салоніках, Греція;
У 2010—2014 рр. — Заступник директора, директор Департаменту персоналу Міністерства закордонних справ України;
У 2014—2015 рр. — Посол з питань нерозповсюдження та контролю над озброєннями, Департамент міжнародної безпеки Міністерства закордонних справ України;
У 2015—2018 рр. — Директор Департаменту міжнародної безпеки Міністерства закордонних справ України. Брав участь у роботі 71-ї сесії Генеральної Асамблеї ООН. Голова делегації України для участі у засіданні Українсько-американської робочої групи з питань нерозповсюдження та експортного контролю (9-12 липня 2015 року, м. Вашингтон, Сполучені Штати Америки). Голова делегації України на зустрічі Конвенції про заборону застосування конкретних видів зброї. Голова делегації України для участі в заходах у рамках Пленарного засідання Режиму контролю за ракетними технологіями.
З вересня 2018 по 27 жовтня 2023 рр. — Надзвичайний і Повноважний Посол України в Грецькій Республіці.

## Дипломатичний ранґ
- Надзвичайний і Повноважний Посланник 1-го класу (08.2011).
- Надзвичайного і Повноважного Посла (05.2019).